# Pavel Markvart
Pavel Karel Markvart (* 15. duben 1970, Chomutov) je regionální politik ODS, zastupitel a radní města Chomutova, člen regionální a výkonné rady ODS a bývalý ředitel Úřadu regionální rady Severozápad. Pravomocně odsouzen v korupční kauze ROP Severozápad k podmíněnému trestu.

## Profesní a politická kariéra
Po maturitě na gymnáziu pracoval jako vychovatel ve Škole v přírodě na Přimdě. v letech 1989 až 1994 studoval na pedagogické fakultě Západočeské univerzity v Plzni obory ruský jazyk a literatura – dějepis. V letech 1994 až 1997 studoval na Pedagogické fakultě Univerzity Palackého v Olomouci obor český jazyk a literatura. Poté pracoval učitel češtiny, ruštiny a dějepisu, nejprve krátce na Gymnáziu Chomutov a poté v letech 2001 až 2012 na Chomutovském soukromém gymnáziu, s.r.o.
V roce 2002 byl zvolen do zastupitelstva a rady města Chomutova, působil v dozorčích radách Městského ústavu sociálních služeb a Podkrušnohorského zooparku. V roce 2010 byl kandidátem ODS na post chomutovského primátora, ale tím se nakonec stal představitel koaliční ČSSD Jan Mareš.

## Machinace s dotacemi Evropské unie
V prosinci 2010 se stal vedoucím Odboru vnitřních činností Úřadu Regionální rady regionu soudržnosti Severozápad a od 1. ledna 2012 byl jmenován do funkce ředitele Úřadu Regionální rady regionu soudržnosti Severozápad.
V červnu 2012 obvinil tehdejší náměstkyni krajského státního zástupce Lenku Bradáčovou, že při policejní prohlídce prováděné v jeho úřadě oklamala soudkyni. A policie si podle něj odnesla i dokumenty, jež nemohly mít souvislost s vyšetřováním.
4. září byl zatčen policií spolu s náměstkem hejtmanky ústeckého kraje Pavlem Koudou a několika dalšími lidmi v souvislosti s vyšetřováním machinací s evropskými dotacemi v NUTS 2 Severozápad (Ústecký kraj, Karlovarský kraj).
6. září na něj byla soudem uvalena vazba, přičemž jeho právník podal stížnost proti rozhodnutí o uvalení vazby i proti zahájení stíhání. 21. září byl odvolán z funkce ředitele dotačního úřadu.